# Crescent Street
Crescent Street – stacja metra nowojorskiego, na linii J i Z. Znajduje się w dzielnicy Brooklyn, w Nowym Jorku i zlokalizowana jest pomiędzy stacjami Cypress Hills i Norwood Avenue. Została otwarta 30 maja 1893.